# 블레이크 배쇼프
블레이크 배쇼프(Blake Bashoff, 1981년 5월 30일 ~ )는 미국의 배우이다.

## 출연 작품

### 영화
- 레인저 스카우트 (1995)
- 빅 불리 (1996, Big Bully)
- 로빈슨 가족 (1998, The New Swiss Family Robinson)
- 듀스 와일드 (2002)
- 마이너리티 리포트 (2002)
- 파인딩 네이버스 (2013, Finding Neighbors)

### 텔레비전
- 저징 에이미 (2001-03)
- 원 트리 힐 (2004)
- 로스트 (2006-08)
- 매드맨 (2010)